# Unstrut-Hainich
Unstrut-Hainich är en kommun i Unstrut-Hainich-Kreis i förbundslandet Thüringen i Tyskland.
Kommunen bildades den 1 januari 2019 genom en sammanslagning av de tidigare kommunerna Altengottern, Flarchheim, Großengottern, Heroldishausen, Mülverstedt och Weberstedt. Kommunen ingår i förvaltningsgemenskapen Unstrut-Hainich tillsammans med kommunen Schönstedt.